# Skolan vid världens ände
Skolan vid världens ände (dzongkha: ལུང་ནག་ན, Lunana) är en bhutanesisk dramafilm från 2019. Den är Pawo Choyning Dorjis debutfilm. Filmen hade sin världspremiär på 2019 års London Film Festival, och efter två år av covid-19-pandemi fick den en vidare biodistribution under 2022. Inför 2022 års Oscarsgala nominerades filmen till priset för bästa internationella långfilm.

## Handling
Filmen utspelas mestadels i den avlägsna bhutanesiska bergsbyn Lunana, på cirka 3800 meters höjd över havet. Delar av området är beläget mellan 3400 och uppemot 7000 meter (de högsta bergstopparna).
Historien följer den unge Ugyen, som behöver ta tjänst i den lokala byskolan för att kunna fullgöra sitt statliga lärarkontrakt. Ugyen bor i landets huvudstad Thimpu, och han ser inte fram emot sin tjänst i en miljö bortom tillgång till mobiltäckning och Internet och med endast sporadisk tillgång till elektricitet. Han har planer på att flytta utomlands och starta en karriär som sångare i Australien.
Ugyen accepterar till slut tjänsten. Efter en lång resa upp till den högt belägna dalen får han ett varmt välkomnande av de nyfikna bergsborna. Han får lära sig tampas med brist på resurser men får också lära sig det annorlunda liv som folket i byn lever och där en jak kan användas för att värma upp en skolsal.

## Viktigare roller
I rollerna finns bland annat ett antal verkliga bybor från Lunana, delvis presenterade under sina verkliga namn.
- Ugyen Dorji – spelad av Sherab Dorji
- Michen – Ugyen Norby Lhendup
- Saldon – Kelden Lhamo Gurung
- Pem Zam – Pem Zam
- Kencho – Sangay Lham
- Pema – Chimi Dem

## Produktionen
Filminspelningen krävde 1 1/2 år långa förberelser, för att få utrustning på plats och förbereda logi för filmteamet. Under tiden blev regissören bekant med de olika bybor som han rekryterade i rollen som sig själva. Delar av deras liv bakades successivt in i det slutliga filmmanuset. Inga bybor hade själva vare sig besökt en biograf eller ens sett en film, vilket innebar att de inför kameran kunde spela sig själva utan alltför svår omställning.
Vädret innebar utmaningar för produktionen, i och med att endast två månader om året – september och oktober – präglas av solsken och någorlunda "milt" väder. Den lokala elektricitet som finns är beroende av solpaneler, vilket krävde förberedelser för att undvika regniga perioder (då solpanelerna inte skulle kunna laddas).
Lunana var en av de få byarna i området som hade en byskola, och den lokala läraren fungerade som konsult i produktionen.
Filmberättelsen är inspirerad av buddhismen och lärarens roll i kulturen. I dagens Bhutan utvandrar många till bland annat Australien, och många av dem är lärare. Bhutan är ett fattigt land som marknadsför sig självt med sin "bruttonationallycka", men även i Bhutan innebär brist på resurser problem för mångas liv. När landet i början av 2000-talet öppnade upp sig för turism och modern livsföring, skedde stora förändringar i åtminstone de större städerna.
Även det avlägsna Lunana påverkades under filminspelningens gång. 2019 var myndigheterna i färd med anlägga vägar i ett tidigare väglöst land, och det restes telefonstolpar – förändringar som byborna i regel ser som förbättringar för deras liv. Pem Zam, en av de små skolflickorna i filmen, har sedan filminspelningen fått tillgång till både Facebook och Tiktok.

## Distribution och mottagande
Skolan vid världens ände hade världspremiär 5 oktober 2019, på London Film Festival. Under det kommande året visades den på ett antal olika internationella filmfestivaler, inklusive på 2020 års Göteborg Film Festival.
Filmen hade bhutanesiskt biopremiär i februari 2020, och den visades på bio i Japan i april samma år och i Sydkorea under den kommande hösten. Den vidare biodistributionen påverkades starkt negativt av covid-19-pandemin, som begränsade eller helt ställde in bioverksamheten i många länder. Först 2022 hade filmen allmän biopremiär i bland annat ett antal europeiska länder. Den svenska biopremiären skedde 18 november 2022.
Inför 2022 års Oscarsgala nominerades Skolan vid världens ände i klassen Bästa internationella långfilm. Detta innebar Bhutans första nominering i prisklassen på 23 år. Bhutan hade även försökt nominera filmen till Oscarsgalan ett år tidigare, något som dock misslyckats på grund av uppskjuten biopremiär i USA.